# Salvie
Slægten Salvie (Salvia) består af buske, stauder eller énårige planter, der når en højde af lidt over en halv meter. Planten har firkantede stængler og modsat stillede blade. Dens blomster er uregelmæssige og kun symmetriske langs én akse. Blomsterfarven er hvid, blå, violet, lyserød eller klart rød. De rødblomstrede arter er sædvanligvis fuglebestøvede (af kolibrier), mens de blå-violette bestøves af bier eller humlebier. Frugterne er kapsler med nogle få, ret store frø.
Salvie vokser i det meste af verden, i Afrika-Eurasien og Amerika, med omkring 600 arter i Mellem- og Sydamerika, cirka 250 arter i Centralasien og Middelhavslandene og omkring 90 arter i Østasien.
| Beskrevne arter |

- Sølvsalvie (Salvia argentea)
- Skarlagensalvie (Salvia coccinea)
- Salvia divinorum (Shamansalvie)
- Ananassalvie (Salvia elegans)
- Texassalvie (Salvia farinacea)
- Trelappet salvie (Salvia fruticosa)
- Klæbrig salvie (Salvia glutinosa)
- Salvia hispanica (Chiaplanten)
- Småblomstret salvie (Salvia nemorosa) eller Steppe-Salvie
- Lægesalvie (Salvia officinalis)
- Blå salvie (Salvia patens)
- Engsalvie (Salvia pratensis)
- Broget salvie (Salvia sclarea) eller Muskatel-Salvie og Skarleje
- Pragtsalvie (Salvia splendens)
- Staudesalvie (Salvia x superba)
- Jernurtsalvie (Salvia verbenaca)
- Kranssalvie (Salvia verticillata)
- Dusksalvie (Salvia viridis)

| Andre arter |

| - Salvia aegyptiaca - Salvia aethiopis - Salvia africana - Salvia albocaerulea - Salvia algeriensis - Salvia amarissima - Salvia amplexicaulis - Salvia apiana - Salvia aurea - Salvia austriaca - Salvia axillaris - Salvia azurea - Salvia bertolonii - Salvia biflora - Salvia bowleyana - Salvia broussonetii - Salvia buchananii - Salvia bulleyana - Salvia campanulata - Salvia canariensis - Salvia candelabrum - Salvia carduacea - Salvia chionantha - Salvia clevelandii - Salvia columbariae - Salvia deserta | - Salvia dichroa - Salvia discolor - Salvia dolicantha - Salvia dombeyi - Salvia dominica - Salvia dorrii - Salvia dumetorum - Salvia earlei - Salvia eigii - Salvia florida - Salvia forskahlii - Salvia funerea - Salvia gesneriflora - Salvia grandiflora - Salvia greggii - Salvia guaranitica - Salvia hempsteadiana - Salvia henryi - Salvia hians - Salvia hierosolymitana - Salvia indica - Salvia judaica - Salvia jurisicii - Salvia lanigera - Salvia lavandulifolia - Salvia leonuroides | - Salvia leucophylla - Salvia limbata - Salvia lindenii - Salvia longispicata - Salvia lupulina - Salvia lyrata - Salvia mellifera - Salvia mexicana - Salvia microphylla - Salvia microstegia - Salvia miltiorrhiza - Salvia miniata - Salvia mocinoi - Salvia moorcroftiana - Salvia napifolia - Salvia occidentalis - Salvia oppositiflora - Salvia pachyphylla - Salvia palaestina - Salvia pentstemonoides - Salvia phlomoides - Salvia pinnata - Salvia plebeia - Salvia polystachya - Salvia pomifera - Salvia popenoei | - Salvia potus - Salvia przewalskii - Salvia reflexa - Salvia regeliana - Salvia regla - Salvia rhombifolia - Salvia ringens - Salvia roborowskii - Salvia roemeriana - Salvia sagittata - Salvia samuelssonii - Salvia sinaloensis - Salvia sonomensis - Salvia spinosa - Salvia squalens - Salvia stenophylla - Salvia sylvestris - Salvia syriaca - Salvia tesquicola - Salvia texan - Salvia tiliifolia - Salvia transsilvanica - Salvia tubiflora - Salvia urica - Salvia virgata - Salvia whitehousei |